# Johannesteijsmannia magnifica
Johannesteijsmannia magnifica là loài thực vật có hoa thuộc họ Arecaceae. Loài này được J.Dransf. mô tả khoa học đầu tiên năm 1972. Loài này được tìm thấy ở Malaysia, Selangor.

## Hình ảnh

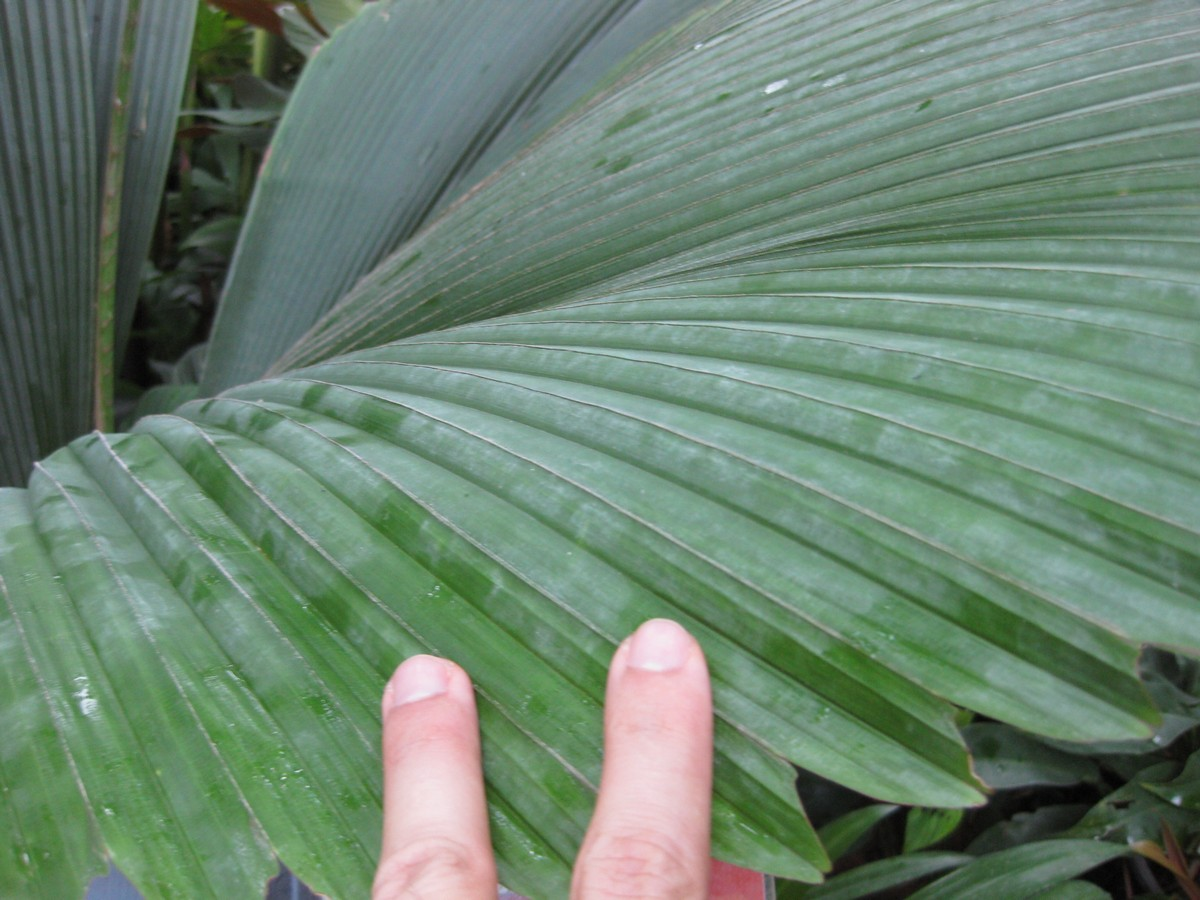
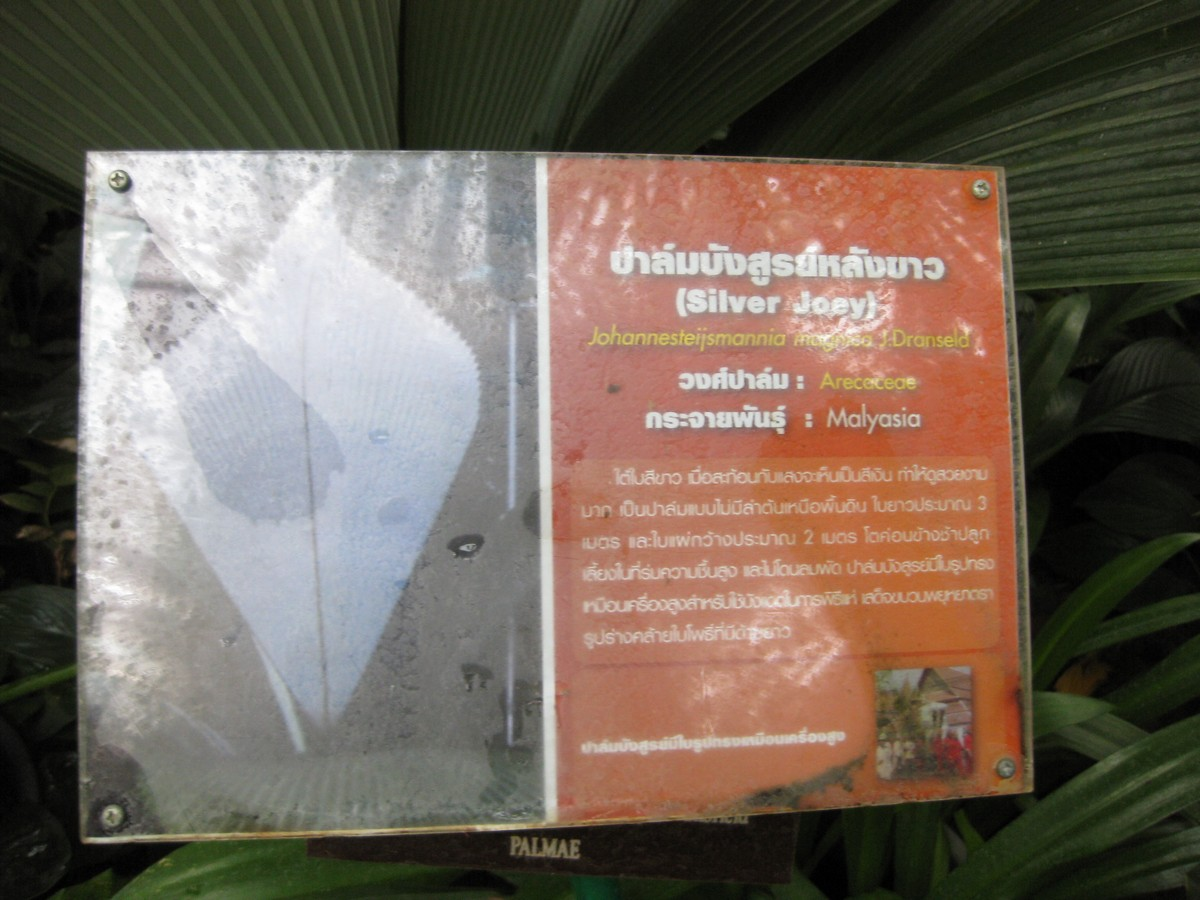